# Ordizia Rugby Elkartea
El Ordizia Rugby Elkartea, també conegut com a AMPO Ordizia per raons de patrocini, és un club de rugbi basc de la localitat de Ordizia, en la comarca de Goierri (Guipúscoa, País Basc).

## Palmarès
- 2 Copa del rei: 2012, 2013